# 金江街道
金江街道是中华人民共和国四川省凉山彝族自治州会东县下辖的一个街道办事处。

## 行政区划
金江街道下辖以下村级行政区划单位：
满银路社区、金江社区、垭口社区、顺河村、小岔河村、金沙村。